# Nana Caymmi
Dinair Tostes Caymmi, conocida por su nombre artístico Nana Caymmi, (Río de Janeiro, 29 de abril de 1941 – Río de Janeiro, 1 de mayo de 2025) fue una cantante brasileña.

## Biografía
Hija de Dorival Caymmi y Stella Maris y hermana de Danilo y Dori Caymmi. Creció en una de las familias más musicales de Brasil. Comenzó a cantar desde muy joven, adoptando desde entonces una técnica vocal muy particular en la que aprendió a enfatizar su timbre grave. En 1961 participó en un concurso cantando el tema Acalanto. Poco tiempo después se mudó con su marido a Venezuela, pasando algunos años alejada del medio artístico.
De vuelta en Brasil, lanzó su primer disco, "Nana". En 1966, participó en el I Festival Internacional de la Canción, obteniendo el primer lugar con la canción "Saveiros". En el extranjero, trabajó con Sarah Vaughan y Sérgio Mendes. En los años 70 y 80 grabó varios discos como solista, como se detalla en la discografía, y algunos otros en colaboración, como "Voz e Suor" (1983), al lado de César Camargo Mariano. 
Se le considera una de las intérpretes más expresivas y depuradas de la música brasileña, festejada por la sofisticación tanto de sus interpretaciones de canciones populares como de temas compuestos específicamente para ella. En la década de los años 1990, llegó a las listas de los discos más vendidos, dedicándose a la interpretación de canciones románticas y boleros, siendo A Noite do Meu Bem y Resposta ao Tempo dos de sus discos más vendidos. Algo interesante para el público hispánico fue la publicación en el año 1993 del disco Boleros el cual contiene una selección de 14 boleros clásicos, de los cuales 13 están cantados en español.
En 2003, lanza Duetos, un álbum que trae una selección de canciones, en colaboración con artistas consagradas de la música brasileña y portuguesa, como Emílio Santiago, Herbert Vianna, Agnaldo Timóteo y Beth Carvalho, entre otros. Después de Duetos, Nana hizo una pausa en su actividad musical para dedicarse a un proyecto con la familia Caymmi.
En 2004, junto a los hermanos Danilo e Dori, lanza Para Caymmi, de Nana, Dori e Danilo: 90 anos, para celebrar el nonagésimo cumpleaños de su padre, Dorival Caymmi. En este mismo año, el disco da origen a un DVD homónimo. En Até Pensei..., de 2005, la cantante ofreció a su público una nueva colección de canciones románticas y boleros.

## Discografía
- Acalanto (1965) (Disco sencillo)
- Nana (1967)
- "Nana Caymmi" (1973) Trova- Buenos Aires- Argentina
- Ponta de areia (1975)
- Renascer (1976)
- Atrás da porta (1977)
- Se queres saber (1977)
- Contrato de separação (1979)
- Mudança dos ventos (1980)
- E a gente nem deu nome (1981)
- Voz e suor (1983)
- Chora Brasileira (1985)
- Bolero (1993)
- A noite do meu bem: As canções de Dolores Duran (1994)
- Série brilhantes (1995)
- Alma serena (1996)
- No coração do rio (1997)
- Resposta ao tempo (1998)
- Sangre de mi alma (2000)
- Desejo (2001)
- Duetos (2003)
- Para Caymmi, de Nana, Dori e Danilo: 90 anos' (2004)
- Até Pensei (2005)